# Dorcadion mniszechi
Dorcadion mniszechi là một loài bọ cánh cứng trong họ Cerambycidae.